# Collegio plurinominale Lombardia 1 - 01 (2020)
Il collegio elettorale plurinominale Lombardia 1 - 01 è un collegio elettorale plurinominale della Repubblica italiana per l'elezione della Camera dei deputati.

## Territorio
Come previsto dalla legge n. 51 del 27 maggio 2019, il collegio è stato definito tramite decreto legislativo all'interno della circoscrizione Lombardia 1.
Il collegio comprende la zona definita dai cinque collegi uninominali Lombardia 1 - 04 (Rozzano), Lombardia 1 - 05 (Legnano), Lombardia 1 - 07 (Milano Loreto), Lombardia 1 - 08 (Milano Bande Nere) e Lombardia 1 - 09 (Milano Buenos Aires - Venezia) quindi il territorio occidentale della città metropolitana di Milano compreso il capoluogo.

## XIX legislatura

### Risultati elettorali
|                               | Fratelli d'Italia                                       | 247 008   | 23,82 | 2 | 415 970   | 40,11 | 3 |  |  |
|                               | Lega per Salvini Premier                                | 89 119    | 8,59  | 1 | 415 970   | 40,11 | 3 |  |  |
|                               | Forza Italia                                            | 68 093    | 6,57  | – | 415 970   | 40,11 | 3 |  |  |
|                               | Noi Moderati                                            | 11 750    | 1,13  | – | 415 970   | 40,11 | 3 |  |  |
|                               | Partito Democratico - Italia Democratica e Progressista | 238 206   | 22,97 | 2 | 346 288   | 33,39 | 2 |  |  |
|                               | Alleanza Verdi e Sinistra                               | 54 897    | 5,29  | 1 | 346 288   | 33,39 | 2 |  |  |
|                               | +Europa                                                 | 48 845    | 4,71  | – | 346 288   | 33,39 | 2 |  |  |
|                               | Impegno Civico – Centro Democratico                     | 4 340     | 0,42  | – | 346 288   | 33,39 | 2 |  |  |
|                               | Azione - Italia Viva                                    | 137 345   | 13,24 | 1 | 137 345   | 13,24 | – |  |  |
|                               | Movimento 5 Stelle                                      | 87 527    | 8,44  | – | 87 527    | 8,44  | – |  |  |
|                               | Italexit                                                | 17 464    | 1,68  | – | 17 464    | 1,68  | – |  |  |
|                               | Unione Popolare                                         | 14 907    | 1,44  | – | 14 907    | 1,44  | – |  |  |
|                               | Italia Sovrana e Popolare                               | 11 336    | 1,09  | – | 11 336    | 1,09  | – |  |  |
|                               | Vita                                                    | 5 491     | 0,53  | – | 5 491     | 0,53  | – |  |  |
|                               | Noi di Centro – Europeisti                              | 860       | 0,08  | – | 860       | 0,08  | – |  |  |
| Totale                        | Totale                                                  | 1 037 188 | 100   | 7 | 1 037 188 | 100   | 5 |  |  |
|                               |                                                         |           |       |   |           |       |   |  |  |
| Voti non validi               | Voti non validi                                         | 28 660    | 2,69  |   |           |       |   |  |  |
| Votanti                       | Votanti                                                 | 1 065 848 | 68,85 |   |           |       |   |  |  |
| Elettori                      | Elettori                                                | 1 548 059 |       |   |           |       |   |  |  |
|                               |                                                         |           |       |   |           |       |   |  |  |
| Data: 25 settembre 2022       |                                                         |           |       |   |           |       |   |  |  |
| Fonte: Ministero dell'interno |                                                         |           |       |   |           |       |   |  |  |

### Eletti

#### Eletti nei collegi uninominali
Eletti nella coalizione di centro-destra (FdI - Lega - FI - NM)
     Eletti nella coalizione di centro-sinistra (PD-IDP - AVS - +E - IC-CD)
| Collegio uninominale           | Eletto | Eletto                 | Partito            |
| ------------------------------ | ------ | ---------------------- | ------------------ |
| 4. Rozzano                     |        | Riccardo De Corato     | Fratelli d'Italia  |
| 5. Legnano                     |        | Laura Ravetto          | Lega               |
| 7. Milano Loreto               |        | Bruno Tabacci          | Centro Democratico |
| 8. Milano Bande Nere           |        | Cristina Rossello      | Forza Italia       |
| 9. Milano Buenos Aires-Venezia |        | Benedetto Della Vedova | +Europa            |

#### Eletti nella quota proporzionale
| Fratelli d'Italia               | Partito Democratico-IDP          | Azione - Italia Viva | Lega       | Alleanza Verdi e Sinistra |
| ------------------------------- | -------------------------------- | -------------------- | ---------- | ------------------------- |
|                                 |                                  |                      |            |                           |
| Stefano Maullu Lorenzo Malagola | Lia Quartapelle Giovanni Cuperlo | Giulia Pastorella    | Igor Iezzi | Eleonora Evi              |

1. ↑  Aderisce al gruppo PD-IDP in data 23.04.2024.